# شهرستان شریدن (وایومینگ)
شهرستان شریدن، وایومینگ (به انگلیسی: Sheridan County, Wyoming) یک سکونتگاه مسکونی در ایالات متحده آمریکا است که در وایومینگ واقع شده‌است.

## خصوصیات
شهرستان شریدن ۶٬۵۴۴٫۹۴ کیلومترمربع مساحت دارد.